# 默爾姆山
46°42′54″N 12°23′14″E / 46.71500°N 12.38722°E

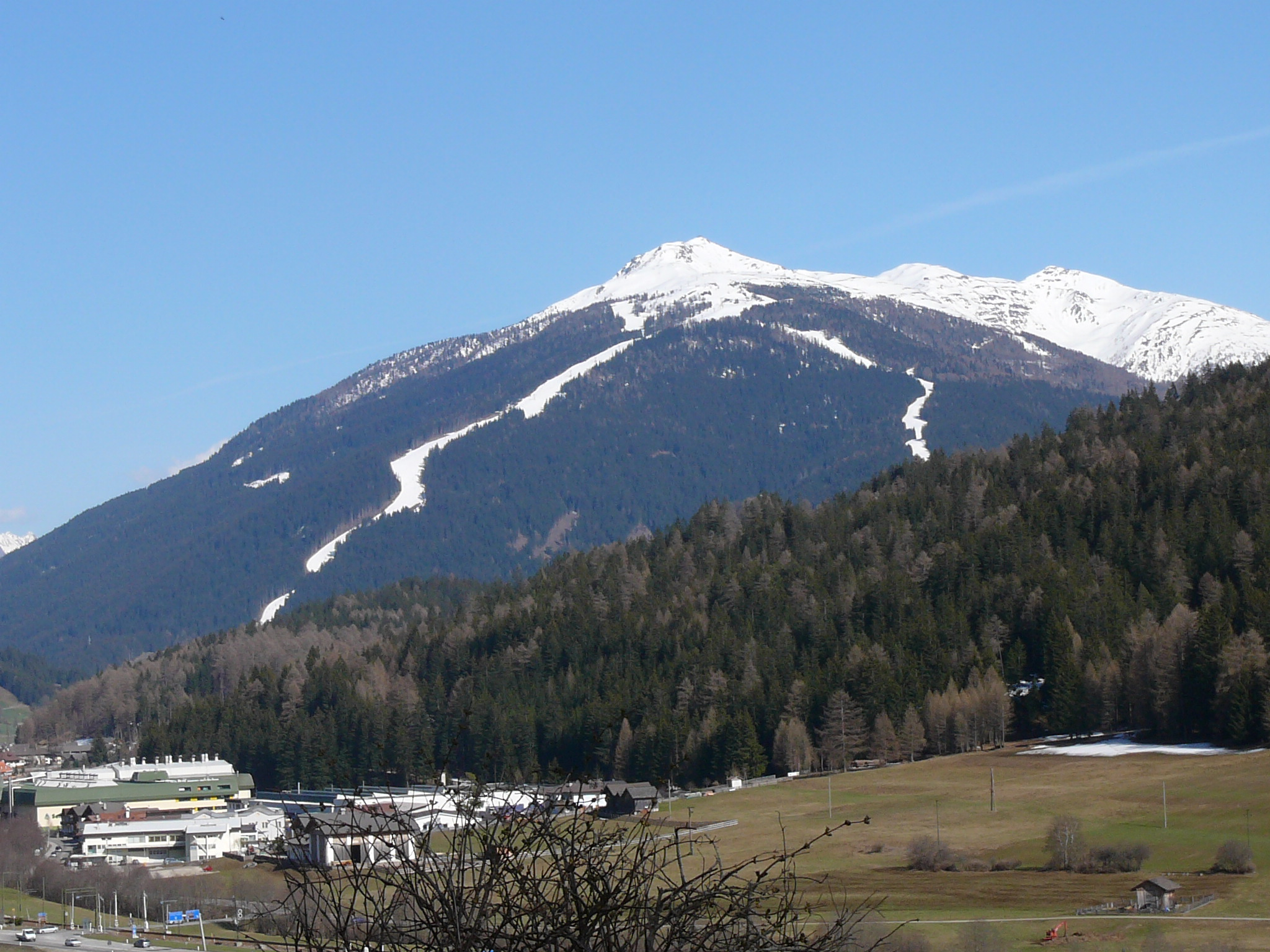

默爾姆山（德語：Helm），是中歐的山峰，位於奧地利和意大利接壤的邊境，屬於卡爾尼克阿爾卑斯山脈的一部分，海拔高度2,433米，每年平均降雨量1,874毫米。